# Superlluna

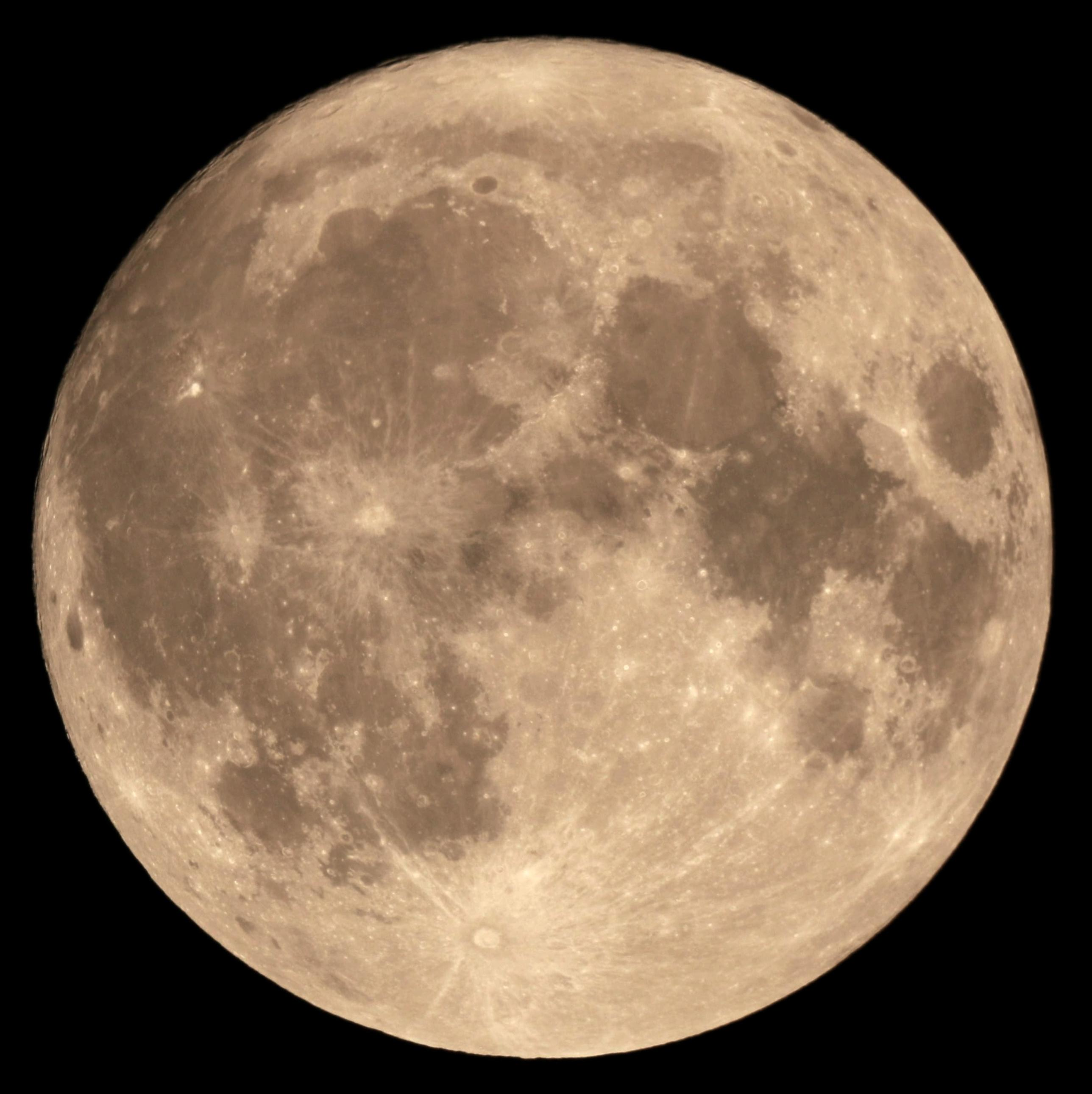
El 14 de novembre de, l'any 2016 va ser superlluna 356511 km de distància del centre de la Terra, l'ocurrència més proper des de 1948. No estarà més a prop de nou fins 2034.

El terme superlluna s'utilitza dins de l'àmbit de l'astronomia (i l'astrologia) per designar una lluna plena o nova que coincideix amb una distància mínima amb la Terra. Es tracta d'un fenomen en el qual una lluna plena o lluna nova es troba a no més d'un 10 per cent del seu punt més proper a la Terra en el recorregut de la seva òrbita (el perigeu). Això es produeix pel fet que l'òrbita lunar és el·líptica i el seu centre no es correspon amb el centre de la Terra. En aquests casos se la sol apreciar una mica més gran i més brillant del normal.

Les superllunes més recents van ocórrer el 16 d'octubre de 2016, i el 14 de novembre de 2016. La superlluna més a prop del segle passarà el 6 de desembre de 2052.

## Origen del nom

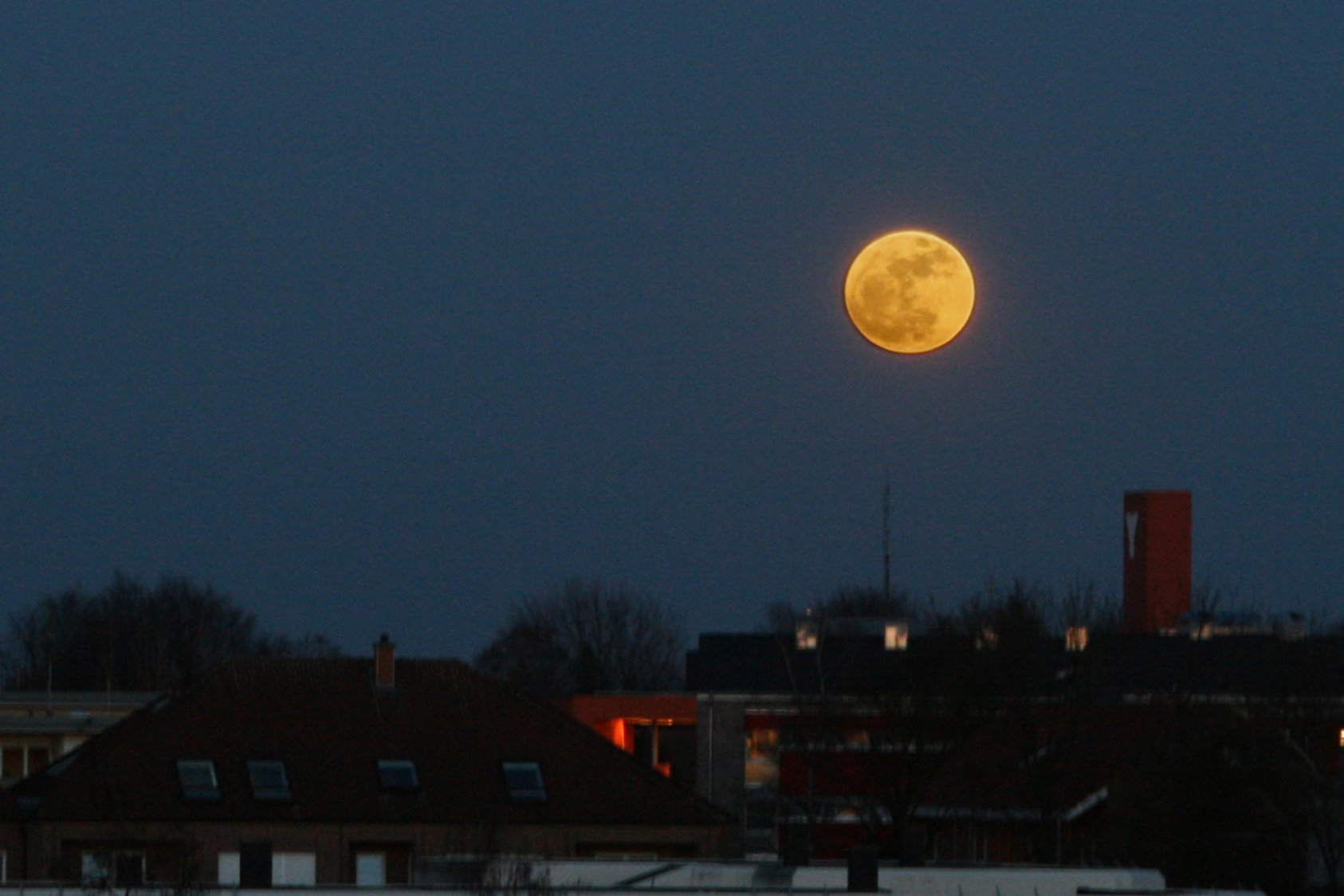
Superlluna més de Münster, Alemanya, 19 març 2011

El terme superlluna prové en realitat de l'entorn de l'astrologia, no pas del de l'astronomia, atès que el terme tal com el coneixem: "superlluna" (Supermoon en anglès) va ser inventat (encunyat com ell diu) per l'astròleg Richard Nolle el 1979, qui el va definir:
| « | "SuperMoon is a word I coined in a 1979 article for Dell Publishing Company's HOROSCOPE magazine, describing a new or full moon which occurs with the Moon at -or near- (within the 90% of) its closest approach to Earth in a given orbit." | » |

## Definició
El terme encunyat per Richard Nolle no està acceptat (o utilitzat àmpliament) per part de la comunitat astronòmica, que acostuma a utilitzar el terme perigeu sizígia. La distància entre la Terra i la Lluna varia cada mes entre 356.410 km i 406.740 km per l'excentricitat orbital de la Lluna.
- El perigeu és el punt de l'òrbita lunar on la distància de la Lluna respecte al focus és mínima.
- Una Sizígia correspon a una alineació de la Lluna amb la Terra i amb el Sol.
- El fenomen superlluna pot ser vist com una combinació d'ambdós esdeveniments, tenint en compte que hi ha molts perigeus de la lluna (un cada mes) i que tan sols un de tant en tant coincideix amb una Sizígia.[10]

## Superllunes recents

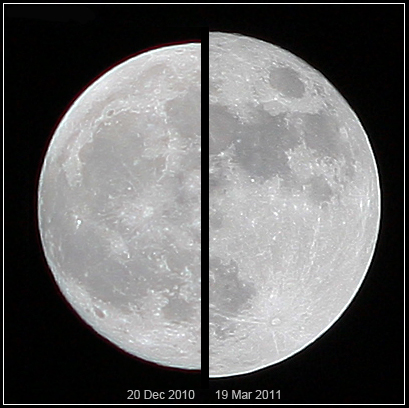
La superlluna del 19 de març de 2011 (dreta), en comparació amb una lluna més mitjana de 20 de desembre, 2010 (esquerra), tal com es veu des de la Terra

### Superlluna plena de 2011
La superlluna plena del 19 març de 2011 va estar a només una hora en el perigeu, el punt en què la Lluna s'acosta més a la Terra, a una distància de 356.577 quilòmetres. per això es va veure un 14 per cent més gran i fins a un 30 per cent més brillant (que en l'apogeu). Cal notar, però, que l'ull humà percep les diferències de brillantor de forma logarítmica (és a dir percep magnituds, no brillantors).

### Superllunes plenes de 2014
En 2014 es va donar la circumstància que el moviment orbital que s'acosta i s'allunya de la Terra va coincidir amb tres fases de lluna plena. Per això, aquest any hi va haver fins a tres oportunitats per veure la lluna amb una mida extraordinàriament gran i amb una major lluminositat. La primera va ser el dissabte 12 de juliol, la següent el diumenge 10 agost i la tercera el dimarts 9 de setembre".

### Superllunes plenes de 2016
La superllunes més recents van ocórrer el 16 d'octubre de 2016, i el 14 de novembre de 2016. La superlluna més a prop del segle passarà el 6 de desembre de 2052.
14 de novembre de 2016
- Observació de la superlluna entre entre les 11:23 UTC (perigeu) i les 13:52 UTC (lluna plena), (12:23 CET i les 14:52 CET), quasi-observable per tant (amb un òfset de +/-12h, ja que té lloc durant el dia), tant la nit del 13 al 14 de novembre, com la nit del 14 al 15 de novembre, fou la més grossa dels darrers 68 anys.[14]

### Superlluna plena de 2023
La lluna plena del 31 d'agost del 2023 serà una superlluna, a les 02.35 hores de la matinada.

## Mites

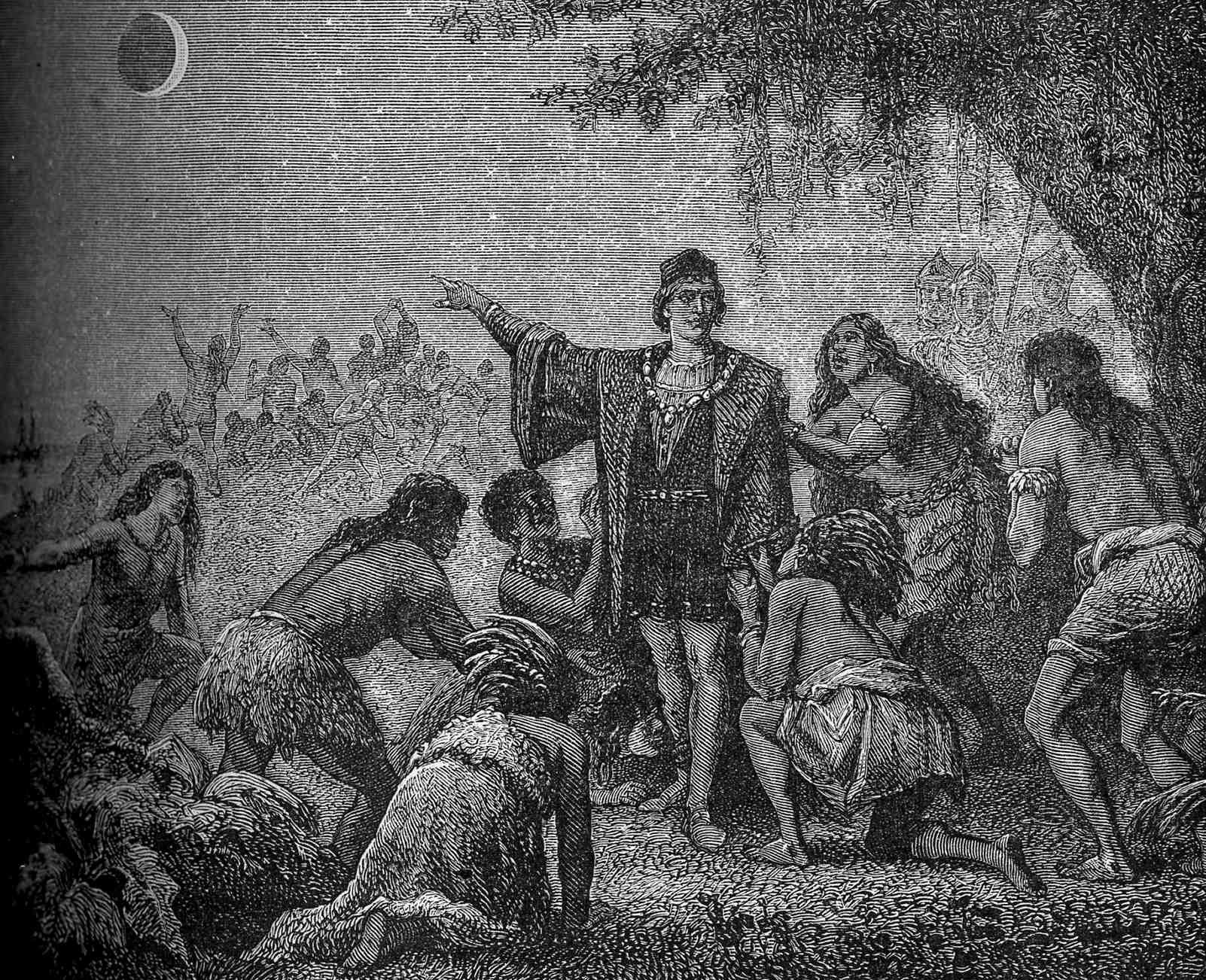
Colom intimida als indígenes mitjançant la predicció d'un eclipsi lunar.

Hi ha llegendes que es van escampar sobretot durant l'edat mitjana que asseguraven que a la fase de la lluna plena la gent embogia pels feixos lunars que el satèl·lit dirigia cap a la terra, però tot i que aquestes teories es van descartar fa molt de temps, en l'actualitat, encara se segueix utilitzant la paraula llunàtic  com a sinònim de "boig"
Cristòfor Colom, en el seu segon viatge a la Hispaniola, va observar l'eclipsi de Lluna del 14 al 15 de setembre de 1494, i comparant les hores del començament i fi del mateix amb les registrades en les observacions de les taules de Granollachs va deduir-ne la longitud. Valent-se de les efemèrides lunars, va predir i va utilitzar l'eclipsi lunar del 29 de febrer de 1504 per obtenir dels indígenes de Jamaica els queviures que aquells es negaven a proporcionar.
Richard Nolle ha argumentat que tres dies després de produït el fenomen de la  superlluna, la Terra està més subjecta a desastres naturals com terratrèmols i activitats volcàniques per raó de la major força gravitacional de la Lluna. no obstant això, nombroses organitzacions mundialment conegudes han argumentat que aquests fenòmens naturals no tenen perquè produir-se.
Res d'això ha passat mai amb les anteriors superllunes plenes, com la de 1993 o la superlluna plena de 1975, però la de 2011 va tenir lloc poc després del terratrèmol i tsunami del Japó.

## Efectes

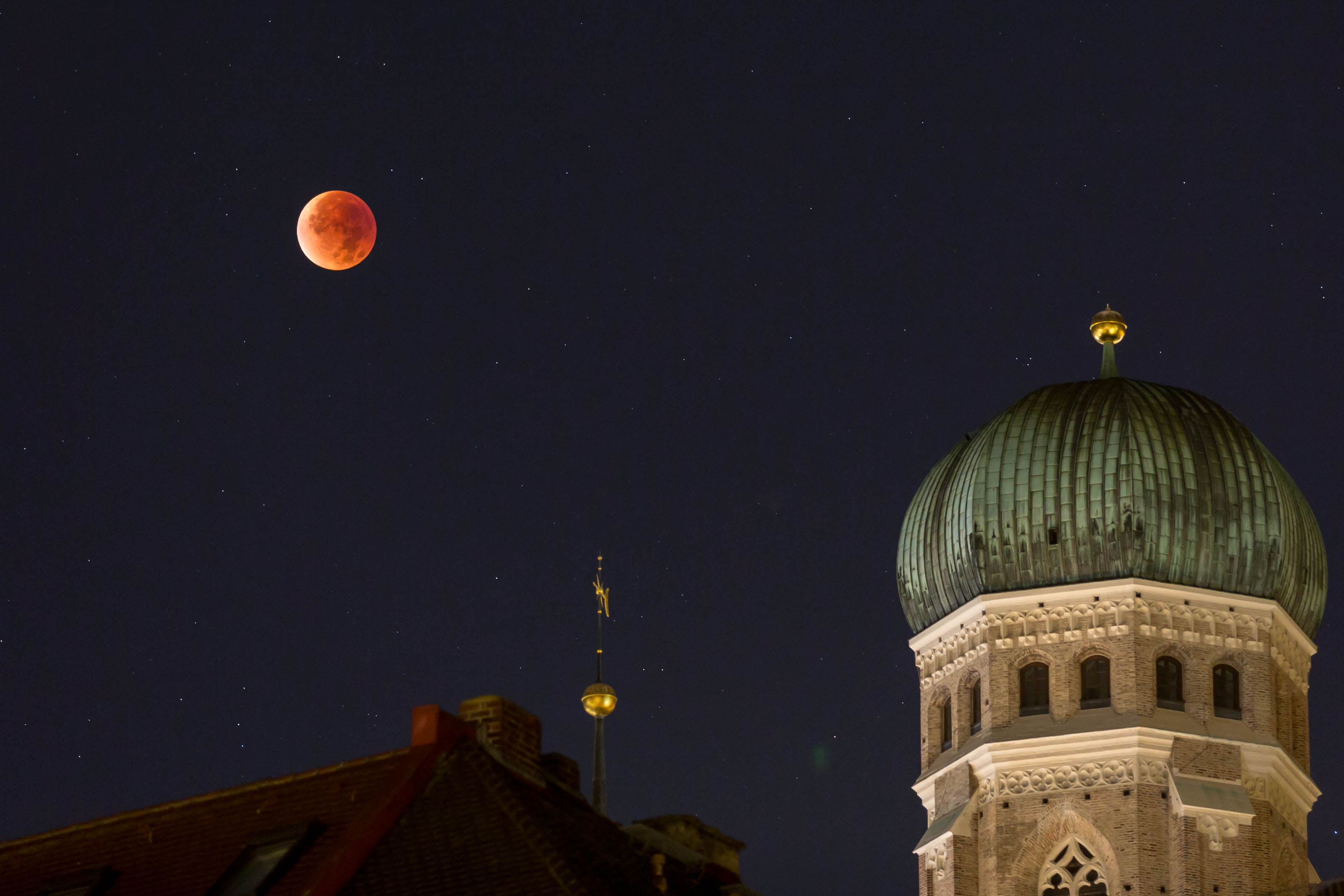
Leclipsi lunar superlluna de 28 de setembre, 2015, com vist a Múnic, Alemanya

### Marees
Les marees provenen de l'efecte combinat de la Lluna i del Sol sobre els oceans. Aquest efecte és més important quan la lluna és plena o nova (pel fet que sigui plena o no, la lluna no canvia en cap moment, sinó únicament la seva visió; de fet, l'efecte no està influït pel fet que la lluna sigui plena o nova). Al perigeu de la Lluna, la força de marea és encara més important. Tanmateix, tot i que les marees altes i baixes són més grans, la força de la marea lunar continua sent sempre dèbil.

### Catàstrofes
Certs estudis informen d'una baixa correlació entre l'activitat lunar i els sismes poc profunds i d'intensitat dèbil. No s'ha trobat cap correlació amb sismes importants.
Es va especular que el sisme de l'oceà Índic, produït el 26 de desembre de 2004, var ser influït per una superlluna que va tenir lloc dues setmanes més tard, el 10 de gener de 2005. S'han fet especulacions similars per al sisme japonès de 2011, produït 8 dies abans de la més propera superlluna des de 1992. En els dos casos, la Lluna era prop de l'apogeu en el moment del sisme. Per altra banda, les tres superllunes més pròximes del segle XX no corresponen a cap sisme d'una magnitud superior a 6,0.

## Dates
Es donen de 4 a 6 superllunes per any. Hi ha llistes que compilen les superllunes passades i futures.